# Sleeping with the Enemy (película)
Durmiendo con el enemigo (en inglés Sleeping with the enemy) es una película de suspenso de 1991, con Julia Roberts como actriz principal.

## Sinopsis
Laura Burney (Julia Roberts) es una joven y buena esposa que vive con Martin Burney (Patrick Bergin), un hombre mayor que ella y destacado asesor financiero. Al parecer, viven el matrimonio perfecto: tienen una bella mansión frente al mar, él viaja constantemente a la ciudad y ella trabaja tres días a media jornada en una biblioteca. No obstante, la vida conyugal es otra, dado que Martin es un hombre controlador y muy violento que golpea y abusa constantemente de Laura. Una noche, la pareja es invitada por el nuevo vecino a pasear en un elegante yate, pero inesperadamente se desata una tormenta y Laura desaparece. Martin asume, resignado, el ahogamiento de su esposa.
Laura, harta del comportamiento de Martin, ha fingido su muerte, cambia de apariencia y huye hacia Iowa para reiniciar su vida, bajo el nombre de Sara Waters, cosas que hace con algo de dinero que había ahorrado. La protagonista alquila una casa y conoce a su vecino, un excéntrico y encantador profesor de artes dramáticas, Ben Woodward (Kevin Anderson). Ben ayuda a Laura a descubrirse a sí misma, le ofrece su amistad y le ayuda a conseguir empleo. Al cabo de varias semanas, Martin descubre, por una impertinente llamada, que su esposa nunca trabajó en una biblioteca, sino que aprovechó el tiempo para asumir su miedo al mar y aprendió a nadar. También descubre que su suegra no falleció, como Laura le hizo creer. Mientras tanto, Laura empieza a superar los fantasmas del pasado y se enamora de Ben, con quien empieza una relación.
No obstante, Martin encuentra a la madre de Laura, la Sra. Chloe, quien es ciega y cae bajo el engaño de Martin, delatando, inocentemente, el paradero de su hija. Martin no tarda en localizar a su esposa y descubre que ahora es feliz con otro hombre. La pesadilla de Laura retorna cuando se da cuenta de que Martin la ha encontrado, ha irrumpido en la casa y la amenaza con un revólver. Cuando Ben llega, se da cuenta de que Laura se encuentra en problemas, pero Martin lo golpea y deja inconsciente. Laura finge miedo y, en un descuido de Martin, lo golpea y logra quitarle el arma. Laura, con revólver en mano, llama a la policía y advierte que hay un desconocido en la casa y que lo ha matado. Martin se sorprende ante la nueva actitud de Laura, que lo asesina al dispararle tres veces. Finalmente, Laura es realmente libre para continuar su vida.

## Reparto
- Julia Roberts como Laura Williams/Sara Waters
- Patrick Bergin como Martin Burney
- Kevin Anderson como Ben Woodward
- Elizabeth Lawrence como Chloe Williams
- Kyle Secor como John Fleishman
- Claudette Nevins como Dr. Rissner
- Tony Abatemarco como Locke
- Marita Geraghty como Julie
- Harley Venton como Garber
- Nancy Fish como Mujer en el bus
- Sandi Shackelford como Edna
- Bonnie Cook como Iris Neppert

## Estrenos
| País                                                                          | Fecha de estreno               |
| ----------------------------------------------------------------------------- | ------------------------------ |
| Alemania                                                                      | Jueves 7 de marzo de 1991      |
| Argentina                                                                     | Jueves 11 de abril de 1991     |
| Australia                                                                     | Jueves 28 de marzo de 1991     |
| Austria                                                                       | Viernes 8 de marzo de 1991     |
| Bélgica                                                                       | Miércoles 6 de marzo de 1991   |
| Belice · Costa Rica · El Salvador · Guatemala · Honduras · Nicaragua · Panamá | Viernes 26 de abril de 1991    |
| Bolivia                                                                       | Martes 21 de mayo de 1991      |
| Brasil                                                                        | Viernes 19 de abril de 1991    |
| Chile                                                                         | Viernes 19 de abril de 1991    |
| Chipre                                                                        | Viernes 15 de marzo de 1991    |
| Colombia                                                                      | Jueves 16 de mayo de 1991      |
| Corea del Sur                                                                 | Sábado 20 de abril de 1991     |
| Dinamarca                                                                     | Viernes 8 de marzo de 1991     |
| Ecuador                                                                       | Miércoles 29 de mayo de 1991   |
| Egipto                                                                        | Lunes 30 de septiembre de 1991 |
| España                                                                        | Viernes 22 de marzo de 1991    |
| Estados Unidos · Canadá                                                       | Viernes 8 de febrero de 1991   |
| Estonia                                                                       | Viernes 4 de junio de 1993     |
| Filipinas                                                                     | Miércoles 26 de junio de 1991  |
| Finlandia                                                                     | Viernes 15 de marzo de 1991    |
| Francia                                                                       | Miércoles 13 de marzo de 1991  |

| País                         | Fecha de estreno               |
| ---------------------------- | ------------------------------ |
| Grecia                       | Viernes 15 de marzo de 1991    |
| Hong Kong                    | Jueves 25 de abril de 1991     |
| Hungría                      | Jueves 18 de julio de 1991     |
| India                        | Viernes 1 de noviembre de 1991 |
| Indonesia                    | Viernes 26 de julio de 1991    |
| Israel                       | Viernes 3 de mayo de 1991      |
| Italia                       | Viernes 15 de marzo de 1991    |
| Jamaica                      | Miércoles 8 de mayo de 1991    |
| Japón                        | Viernes 19 de abril de 1991    |
| Malasia                      | Jueves 11 de julio de 1991     |
| México                       | Viernes 10 de mayo de 1991     |
| Noruega                      | Jueves 7 de marzo de 1991      |
| Nueva Zelanda                | Viernes 22 de marzo de 1991    |
| Países Bajos                 | Jueves 21 de marzo de 1991     |
| Perú                         | Jueves 4 de julio de 1991      |
| Portugal                     | Viernes 29 de marzo de 1991    |
| Puerto Rico                  | Jueves 28 de febrero de 1991   |
| Reino Unido Irlanda          | Viernes 12 de abril de 1991    |
| República Checa · Eslovaquia | Jueves 16 de enero de 1992     |
| Singapur                     | Jueves 4 de julio de 1991      |
| Sudáfrica                    | Viernes 8 de marzo de 1991     |
| Suecia                       | Viernes 1 de marzo de 1991     |
| Suiza                        | Viernes 8 de marzo de 1991     |
| Tailandia                    | Sábado 15 de junio de 1991     |
| Taiwán                       | Sábado 23 de marzo de 1991     |
| Turquía                      | Viernes 10 de mayo de 1991     |
| Uruguay                      | Jueves 8 de agosto de 1991     |
| Venezuela                    | Miércoles 17 de abril de 1991  |